# Vacío superfluido
La Teoría del Vacío Superfluido (SVT - Superfluid Vacuum Theory en inglés), a veces también escrita como la teoría del vacío BEC, es una aproximación en física teórica y mecánica cuántica donde el vacío físico (resto fundamental no-suprimible) se ve como un superfluido o BEC.
La estructura microscópica del vacío físico es prácticamente desconocida y está sujeta a estudios intensivos en la Teoría del Vacío Superfluido.
El objetivo final de los estudios es establecer modelos científicos que unifiquen la mecánica cuántica (describiendo tres de las cuatro interacciones fundamentales) con la gravedad. Esto hace que la SVT sea una candidata para la teoría de gravedad cuántica. Se espera que el desarrollo de tal teoría unifique en un modelo único consistente todas las interacciones fundamentales y que describa todas las interacciones conocidas en el Universo, tanto en escala microscópica como astronómica, así como las diferentes manifestaciones de la misma entidad, el vacío superfluido.

## Historia
El concepto de un Éter luminisférico como medio de sustento para las ondas electromagnéticas se descartó después de la llegada de la teoría de la relatividad especial.
El Éter, tal y como se concibe en la física clásica, lleva en verdad a varias contradicciones; en particular, que el éter tenga una velocidad definida en cada punto del espacio-tiempo exhibirá una dirección de preferencia. Esto entra en conflicto con el requerimiento relativístico de que todas las direcciones dentro del cono de luz son equivalentes.
Sin embargo, en 1951 Paul Dirac publicó dos documentos donde indicaba que se debía tener en cuenta las fluctuaciones cuánticas en el fluir del éter.
Sus argumentos implicaban la aplicación del principio de incertidumbre a la velocidad del éter en cualquier punto del espacio-tiempo, lo que implica que la velocidad no será una cantidad bien-definida. De hecho, estará distribuida entre varios valores posibles. En el mejor de los casos, se podría representar el éter por una función de onda que representa el estado del vacío perfecto en el cual todas las velocidades del éter son igual de probables.
Aunque estos trabajos no tuvieron mucha popularidad, se los puede considerar como el nacimiento de la teoría.
Inspirados por las ideas de Dirac, K.P. Sinha, C. Sivaram y E.C.G. Sudarshan publicaron en 1975 una serie de documentos que sugerían un nuevo modelo para el éter de acuerdo con que es un estado superfluido de pares de fermiones y antifermiones que se puede describir por una función de onda macroscópica.
Éstos se dieron cuenta de que las pequeñas fluctuaciones de tipo partícula del fondo superfluido obedecían en verdad la simetría de Lorentz incluso si el superfluido en sí mismo es no-relativista.
Siendo así, decidieron tratar el superfluido como la materia relativista - poniendo el tensor estrés-energía de las ecuaciones de Einstein, etcétera.
Esto no les permitió dar un importante paso - describir la gravedad relativística como una de las pequeñas fluctuaciones del vacío superfluido. Fueron otros autores los que hicieron esto.
Desde entonces, se han propuesto varias teorías en el marco de la SVT. Todas comparten la idea principal pero se diferencian en como deberían ser la estructura y las propiedades del superfluido de fondo. Se están investigando independientemente todas estas teorías en ausencia de datos observacionales que puedan descartar algunas.

## Relación con otros conceptos y teorías

### Simetrías de Lorentz y galileanas
De acuerdo con los datos, se asume que el superfluido de fondo es esencialmente no-relativístico donde la simetría de Lorentz no es una simetría exacta de Natura sino una descripción aproximada válida solamente para pequeñas fluctuaciones. Un observador que se encuentre dentro de tal vacío y sea capaz de crear o medir pequeñas fluctuaciones las observaría como objetos relativísticos - a menos que su energía y momento fuesen suficientemente alto para hacer detectables las correcciones de ruptura de Lorentz.
Si estas energías y momentos están por debajo del límite de excitación entonces el superfluido de fondo se comporta como un fluido ideal, por lo tanto, los experimentos tipo Michelson-Morley no observarían una fuerza de arrastre de dicho éter.
También, los modelos con simetría de Lorentz son obviamente una buena aproximación en ese caso. Sin embargo, en las cercanías del límite la descripción relativista comienza a fallar: por supuesto, cuando uno se aproxima a escalas de energía más y más altas se puede emplear todavía la descripción relativista como efectiva, pero el precio será que se vuelve más "efectiva" pero menos natural desde que se necesita ajustar la forma covarianza de campo teórico a mano.
Más allá, en la teoría de la relatividad, la simetría galileana (pertinente en nuestro mundo macróscopico no-relativista) se alza como la más aproximada - donde las velocidades de partículas son pequeñas comparadas con la velocidad de la luz en el vacío. En la SVT no hace falta ir a través de la simetría de Lorentz para obtener la galileana - se conoce que las relaciones de dispersión de la mayoría de superfluidos obedecen un comportamiento no-relativista en grandes momentos.
En resumen, las fluctuaciones de un vacío superfluido se comportan como objetos relativistas con "pequeños" momentos (el límite "fónico")
{\displaystyle E^{2}\propto |{\vec {p}}|^{2}}
y como los no-relativistas
{\displaystyle E\propto |{\vec {p}}|^{2}}
con momentos grandes.
Se cree que la todavía desconocida física no trivial será encontrada en alguna parte de estos dos regímenes.

### Teoría cuántica relativista de campos
En la teoría cuántica relativista de campos se asume que el vacío físico es un medio no-trivial con el cual se puede asociar cierta energía. Esto se debe a que el concepto de espacio absolutamente vacío (o "vacío matemático") contradice los postulados de la mecánica cuántica. De acuerdo con la teoría cúantica de campos, incluso en ausencia de partículas reales, el fondo está siempre lleno de pares de partículas virtuales que se crean y aniquilan. Sin embargo, un intento directo de describir tal medio nos lleva a las llamadas divergencias ultravioletas. En algunos modelos de la teoría cuántica de campos, como la electrodinámica cuántica, pueden resolverse estos problemas usando la técnica de renormalización, es decir, reemplazando los valores físicamente divergentes por sus valores obtenidos experimentalmente. En otras teorías, como la relatividad general cuántica, este truco no sirve, y por tanto no se puede construir una teoría de perturbación fiable.
De acuerdo con la SVT, esto se debe al régimen de alta energía ("ultravioleta") en el que la simetría de Lorentz comienza a fallar, como se ha mencionado arriba, por lo tanto las teorías basadas en ella no pueden ser consideradas como válidas para todas las escalas de energías y momentos.

### Espacio-tiempo curvo
De acuerdo con la relatividad general, la interacción gravitatoria se describe en términos de la curvatura del espacio-tiempo usando el formalismo matemático de la geometría de Riemann. Numerosos experimentos y observaciones en el régimen de bajas energías avalan este hecho. Sin embargo, los intentos de cuantizar la relatividad general llevan a varios problemas serios; por tanto, la estructura microscópica de la gravedad permanece todavía desconocida. Puede que exista una razón fundamental para eso - los grados de libertad de la relatividad general se basan en unos que podrían no ser del todo correctos, sino únicamente aproximados y efectivos. La cuestión de si la relatividad general es una teoría efectiva se planteó hace mucho tiempo.
De acuerdo con la SVT, el espacio-tiempo curvo aparece como el modo de excitación colectiva de pequeña amplitud del condensado de fondo no relativista. La descripción matemática de esto es similar a la de la analogía fluido-gravedad la cual está siendo usada también en los modelos de gravedad análoga. Por tanto, la gravedad relativista es esencialmente una teoría de onda larga de modos colectivos cuya amplitud es pequeña comparada con la del fondo. Sin este requerimiento la descripción de gravedad espacio-curva en términos de la geometría de Riemann se vuelve incompleta o mal definida.

### Constante cosmológica
La noción de la constante cosmológica solo tiene sentido en una teoría relativista, además, dentro del marco de la SVT esta constante puede referirse a casi toda la energía de pequeñas fluctuaciones del vacío sobre el valor de fondo pero no a la energía del vacío en sí. Por tanto, en la SVT esta constante no tiene ningún significado físico fundamental y los problemas relacionados con ella, como la catástrofe del vacío, simplemente no ocurren.

### Ondas gravitacionales y gravitones
De acuerdo con la relatividad general, la onda gravitacional típica es:
1. La pequeña fluctuación del espacio-tiempo curvo la cual
2. ha sido separada de su fuente y se propaga de manera independiente.

La teoría del vacío superfluido nos pregunta si un objeto que posea ambas de estas propiedades puede existir en la Naturaleza. De hecho, de acuerdo con las investigaciones, el espacio-tiempo curvo en sí es una pequeña excitación colectiva del superfluido de fondo, por lo tanto, la propiedad (1) significa que el gravitón debe ser de hecho la "pequeña fluctuación de la pequeña fluctuación" lo cual no parece un concepto físico robusto (como si alguien intentara introducir pequeñas fluctuaciones en un fonón, por ejemplo). Como resultado, puede que no sea sólo una coincidencia que en la relatividad general el campo gravitacional aislado no tenga un tensor de energía-impulso bien definido, sólo tiene el pseudotensor. Por tanto, la propiedad (2) no puede ser completamente justificada en una teoría con simetría de Lorentz exacta como lo es la relatividad general. Aunque la SVT no prohíbe a priori la existencia de excitaciones de tipo onda no localizadas en el superfluido de fondo, las cuales serían responsables del fenómeno astrofísico a las que actualmente se les atribuye a las ondas gravitacionales, como el de sistema doble Hulse-Taylor. Sin embargo, dichas excitaciones no pueden ser correctamente descritas en el marco de una teoría relativista completa.

### Generación de masa y el bosón de Higgs
Aunque la SVT no prohíbe explícitamente la existencia de la partícula electrodébil de Higgs, tiene su propia idea del mecanismo de generación de masa - las partículas elementales adquieren masa debido a la interacción con el condensado del vacío, similar al mecanismo de generación de huecos en los superconductores. Aunque esta idea no es totalmente nueva, hay que tener en cuenta el acercamiento Coleman-Weinberg relativista, SVT aporta significado a ruptura de simetría en campos escalares describiendo pequeñas fluctuaciones en el superfluido de fondo en vez de en una partícula elemental. Esto puede llevar a la imposibilidad de detectar el bosón de Higgs como una partícula elemental de la masa de la escala electrodébil. Además, algunas versiones de la SVT favorecen una ecuación de onda basada en el potencial logarítmico en vez de en la cuártica. El mencionado potencial no solo tiene forma de sombrero mexicano, necesaria para la ruptura espontánea de simetría, sino otras características que lo hacen más adecuado para una descripción del vacío.

### Teoría de cuerdas y supersimetría
La Teoría de supercuerdas fue diseñada originalmente como un conjunto de modelos de gravedad cuántica Lorentz-covariantes cuya renormalización estaba garantizada al asumir simetría superconforme y dimensionalidad más alta como propiedades fundamentales del espacio-tiempo. La teoría postula que algunos objetos extendidos son más fundamentales que las partículas puntuales. Se sabe que la teoría de cuerdas tiene varios problemas, ni mencionar que la formulación no-perturbativa todavía está pendiente.
Acorde con la SVT la teoría de gravedad cuántica, como muchas otras teorías que conocemos, no tiene que ser renormalizable ni válida a todas las escalas. En vez de eso, los modelos SVT tienen la escala con límite ultravioleta que se determina con la energía del vacío y la correspondiente escala - talque todas las computaciones prácticas contendrán necesariamente este límite finito. Además, mientras que la simetría de Lorentz sea sólo una aproximación en la SVT, la principal motivación para introducir la supersimetría exacta fundamental desaparece también. Con el problema de extensión, el objetivo de la teoría es tener un característica de tamaño no cero derivada de los principios de la mecánica cuántica en vez de los matemáticamente postulados desde el principio - para así ser capaz de responder las preguntas físicas tales como, por ejemplo, que es la estructura microscópica de un "objeto extendido", ya sea cuerda o brana u otra cosa, esta "hecho de algo". De otra forma tal objeto extendido puede ser considerado solamente como una descripción efectiva y aproximada de un fenómeno real.

## Teoría logarítmica de vacío BEC
Es esta teoría se conjetura que el vacío físico es un líquido cuántico de Bose fuertemente correlado cuya función de onda de estado cero se describe por la ecuación logarítmica de Schrödinger. Se ha demostrado que la interacción gravitacional relativista surge como un modo de excitación colectiva de pequeña amplitud en el que las partículas elementales pueden ser descritas por los modos de cuasipartículas en el límite de momento pequeño. La diferencia esencial de esta teoría con las demás es que en el superfluido logarítmico la velocidad máxima de las fluctuaciones tipo fonón es constante en el orden clásico. Esto permite recuperar totalmente los postulados relativistas en el límite "fónico" (linearizado).
La teoría propuesta tiene muchas consecuencias que se pueden observar. Estas basadas en el hecho de que a muy altas velocidad el comportamiento de los modos de partículas se vuelve distinto del modo relativista - pueden alcanzar límite de la velocidad de la luz con una energía finita. Entre otros efectos predichos está la propagación superlumínica y la radiación de Cherenkov del vacío.
La teoría también propone el mecanismo de generación de masa, el cual podría reemplazar o complementar el de Higgs. Se ha demostrado que las masas de las partículas elementales pueden surgir como resultado de una interacción con el vacío superfluido, similar al mecanismo de generación de huecos en los superconductores. Por ejemplo, el fonón propagándose en el vacío interestelar adquiere una masa muy pequeña que se estima sobre unos 10−35 electronvoltios.